# Adans
Els adans són els membres d'un grup ètnic que viuen a la zona fronterera entre Ghana i Togo. Els adans, juntament amb els agotimes, són dos grups ètnics que parlen la llengua adangbe que són considerats dos grups separats. Entre els dos estats africans hi ha uns 2.800 persones que parlaven aquesta llengua en 2005, tot i que dades de 2020 els situen en 11.000 parlants.

## A Ghana
A Ghana hi ha 250 parlants d'adangbe (adans i agotimes). La majoria dels agotimes viuen a la regió Volta, a la zona fronterera amb Togo, a l'est de la ciutat de Ho. Aquests parlen adangbe i ga.

### Religió
El 95% dels adans i agotimes de Ghana són cristians. El 5% restants creuen en religions africanes tradicionals. El 60% dels cristians són catòlics, el 20% són protestants i el 20% pertanyen a altres esglésies cristianes. Segons el joshuaproject, el 23% dels cristians són evangelistes.

## A Togo
A Togo hi ha 2.520 adans i agotimes parlants d'adangbe. Aquests viuen a la zona fronterera amb Ghana, a prop de la ciutat ghanesa de Ho.

### Religió
El 95% dels adans són cristians i el 5% pertanyen a religions africanes tradicionals. El 70% dels cristians són catòlics, el 15% són protestants i el 15% restants segueixen altres esglésies cristianes. Segons el joshuaproject, només el 4% dels adans togolesos són evangelistes.